# برودار
بلوط ایرانی (Quercus brantii یا Quercus persica) یا بَرودار که با نام‌های بلوط غربی (West oak) و بلوط زاگرس (Zagros oak) نیز شناخته می‌شود گونه‌ای از درختان بلوط است که بومی کشورهای ایران، شمال عراق، ارمنستان، شرق ترکیه و سوریه است.
این گونه در ایران مختص رویشگاه زاگرس جنوبی است که شامل استان‌های ایلام، خوزستان، کهگیلویه و بویراحمد، فارس، اصفهان و چهارمحال و بختیاری است اما با این حال از شمال غربی تا جنوب شرقی سلسه جبال زاگرس دیده می‌شود.
این درخت، سه واریته با نام‌های Brantii، Belangeri و Persica دارد که در استان‌های کردستان، کرمانشاه، ایلام، لرستان، خوزستان، کهگیلویه و بویراحمد، فارس و چهارمحال و بختیاری می‌رویند.

## ویژگی‌ها

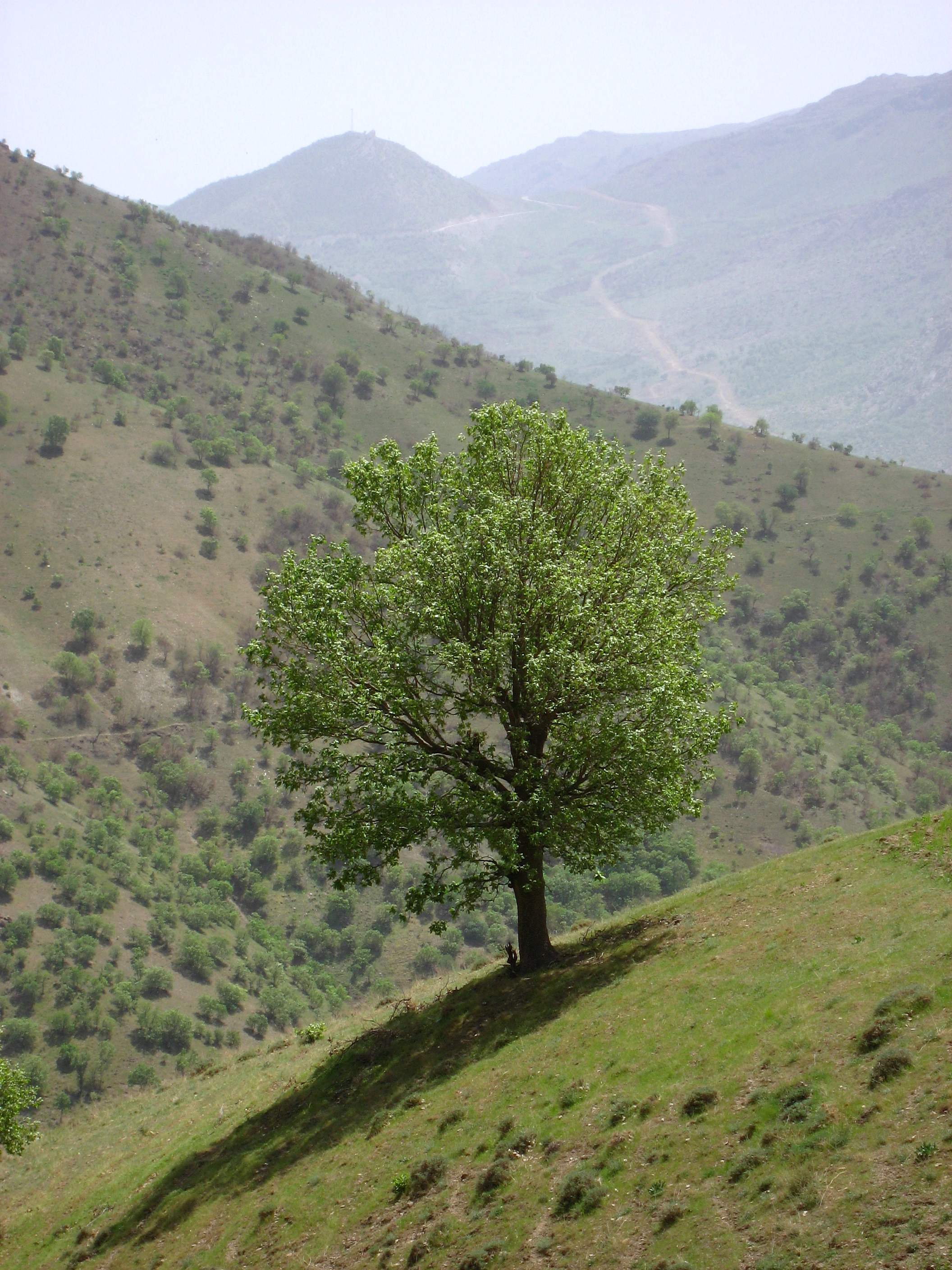
درخت بلوط در رشته کوه زاگرس شرق کردستان نزدیک مریوان

این گونه از بلوط در ایران از شمال غربی تا جنوب شرقی رشته‌کوه زاگرس و در تمام جهات و ارتفاعات (از ۴۵۰ متر در گدارلندر مسجد سلیمان گرفته تا ۲۶۰۰ متر از سطح دریا در ارتفاعات لته‌کال یاسوج) و روی انواع خاک‌ها گسترش دارد (خاک آهکی را بیشتر می‌پسندد) که نشانه‌ای از انعطاف‌پذیری بیشتر آن نسبت به دیگر گونه‌های بلوط در ایران است.
درختی بزرگ با ارتفاع متوسط حدود ۸ متر، با برگ‌هایی یکنواخت و تخم‌مرغی با حاشیهٔ دندانه‌ای‌شکل است که بیشترین گسترش را در میان گونه‌های بلوط موجود در ایران دارد (بیشتر از ۵۰ درصد گونه‌های بلوط ناحیهٔ زاگرس) و از دره سیلوانا در آذربایجان غربی تا ارتفاعات جنوبی روستاهای دادنجان و چنار سوخته شهرستان فیروزآباد فارس گسترش دارد.
یکی از ویژگی‌های بسیار مهم این گونه که نقش بسیار اساسی در بقای آن داشته، قدرت خارق‌العادهٔ جست‌زنی آن (به دو صورت پاجوش و ریشه.جوش) است.

## نام‌های دیگر
این گونه در زبان فارسی با نام بلوط ایرانی، برو یا برودار نامیده می‌شود ولی در مناطق مختلف آنرا به اسامی محلی متفاوتی مانند داربرو، شکین، هلوین، بروو، بلی و بلو و بلیط(بلیت) می‌خوانند.
- persica Jaubert &t Spach 1843
- brantii subsp persica (Jaub. & Spach) O.Schwarz 1936
- aegilops subsp brantii (Lindl.) A.Camus 1936
- aegilops subsp persica (Jaub. & Spach) Blakelock 1951